# Normazione secondaria
Normazione secondaria, in diritto amministrativo, è un concetto che tradizionalmente indica l'insieme delle fonti normative di matrice amministrativa, che – insieme con la cosiddetta normazione primaria, costituita dalle leggi (statali, per il territorio nazionale o regionali) – concorre a costituire le cosiddette fonti del diritto amministrativo in senso oggettivo.